# 天使 (米开朗基罗)

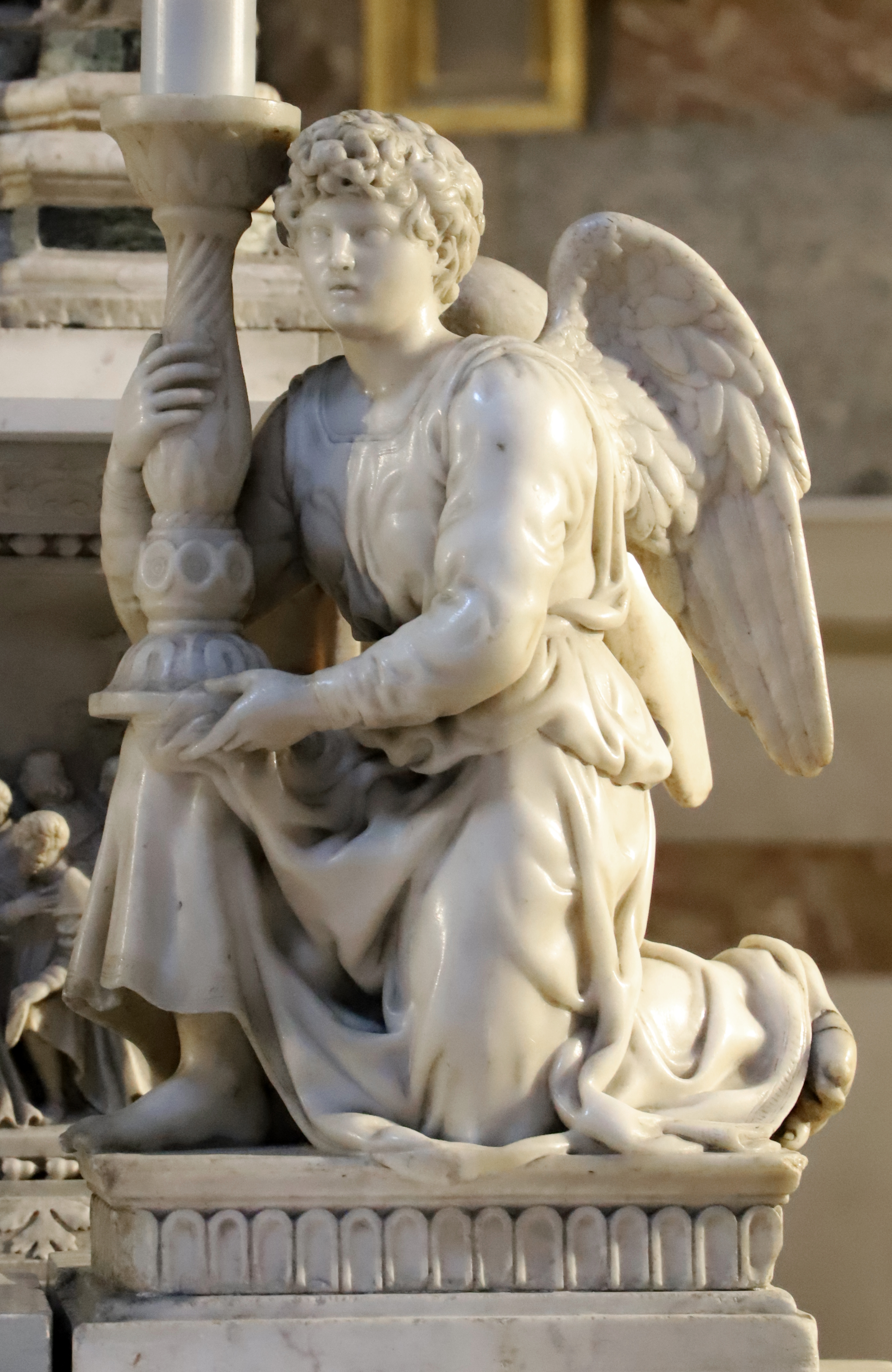
烛台天使，意大利博洛尼亚圣多明我圣殿

烛台天使 (Angel with Candlestick，1494–1495) 是米开朗基罗创作的一尊大理石雕塑，位于意大利博洛尼亚的圣多明我圣殿内，圣多明我小堂的圣多明我墓第六层的右侧。它高51.5 cm，创作于1494-1495年。
这是米开朗基罗全部作品中最甜美的一件。